# Potamochoerus
Potamochoerus är ett släkte av däggdjur med två arter. Potamochoerus ingår i familjen svindjur (Suidae).
Arter enligt Catalogue of Life, Wilson & Reeder (2005) och IUCN:
- Busksvin (Potamochoerus larvatus) förekommer i stora delar av centrala, östra och södra Afrika.
- Penselsvin (Potamochoerus porcus) lever i västra och centrala Afrika.

## Utseende
Dessa svin blir 100 till 150 cm långa (huvud och bål), har en 30 till 43 cm lång svans, en mankhöjd på 58,5 till 96,5 cm och en vikt mellan 46 och 130 kg. Båda arter har stora öron som slutar i en spets. Penselsvinet har en påfallande rödaktig pälsfärg med en längsgående vit strimma på ryggens topp. Hos busksvinet kan grundfärgen variera mellan brun, svart och ljusröd. Vanligen är många vita och gula hår inblandade. Hos denna art är kroppsfärgen mycket variabel. Den kännetecknas dessutom av en lång man på övre halsen och främre bålen. Penselsvinet har istället många vita morrhår. Jämförd med släktet Sus har arterna allmänt längre tofsar vid öronen. I motsats till vårtsvin (Phacochoerus) förekommer en tjockare päls och honor har fler spenar.
Arterna har liksom hos andra svindjur långa betar som är i genomsnitt 76 mm långa (överkäken) respektive 165 till 190 mm långa (underkäken). Dessutom har hanar flera vårtor framför ögonen men de är ofta täckta av päls.

## Ekologi
Habitatet utgörs av skogar samt av andra landskap nära vattenansamlingar eller med ett tjockare täcke av växtlighet. Individerna är aktiva på natten. De vilar på dagen i självgrävda håligheter. När de letar efter föda kan de vandra längre sträckor. Dessa svin kan springa fort och har simförmåga. De är allätare och har bland annat rötter, frukter och andra växtdelar samt mindre ryggradsdjur och ägg som föda.
En vanlig flock har 4 till 6 medlemmar med en alfahane i spetsen. När två flockar möter varandra förekommer ofta hotande rörelser och läten men sällan allvarliga strider. Varje flock markerar sitt revir genom att skrapa med hörntänderna på trädens bark. Alfahanen parar sig vanligen med en enda hona från flocken. Efter dräktigheten som varar cirka fyra månader föds en till åtta ungar, vanligen 3 eller 4. Boet är en 1 meter djur sänka i marken som fodras med gräs. Cirka tre år efter födelsen blir honor könsmogna. Arterna kan i fångenskap leva lite över 21 år.